# Njonoksa
Njonoksa (russisch Нёнокса, auch als Nenoksa transliteriert) ist ein Dorf (selo) in Nordwestrussland mit 468 Einwohnern (Stand 14. Oktober 2010). Es befindet sich in der Oblast Archangelsk und gehört zum Stadtkreis Sewerodwinsk. Nördlich des Dorfes befindet sich ein Raketenstartplatz der russischen Marine.

## Geographie
Njonoksa liegt etwa 64 km westlich der Oblasthauptstadt Archangelsk, rund drei Kilometer südlich der Küste des Weißen Meeres. Das Dorf befindet sich etwa 31 km westlich der Stadt Sewerodwinsk, welcher es administrativ unterstellt ist. Durch Njonoksa und den im Norden des Dorfes liegenden See Nischneje (Озеро Нижнее) verläuft der Fluss Werchowka (Верховка), welcher nördlich von Njonoksa ins Weiße Meer mündet. Von Westen her durchquert der namensgebende, rund sechs Kilometer lange Fluss Njonoksa das Dorf und mündet innerhalb Njonoksas in die Werchowka.
Njonoska ist administratives Zentrum des Administrativen Kreises Njonoksa (Нёнокский административный округ), in dem sich außerdem die Siedlungen Sopka (Сопка), Seljony Bor (Зелёный Бор) und die Dörfer Solsa (Солза) und Sjusma (Сюзьма) befinden.

## Geschichte

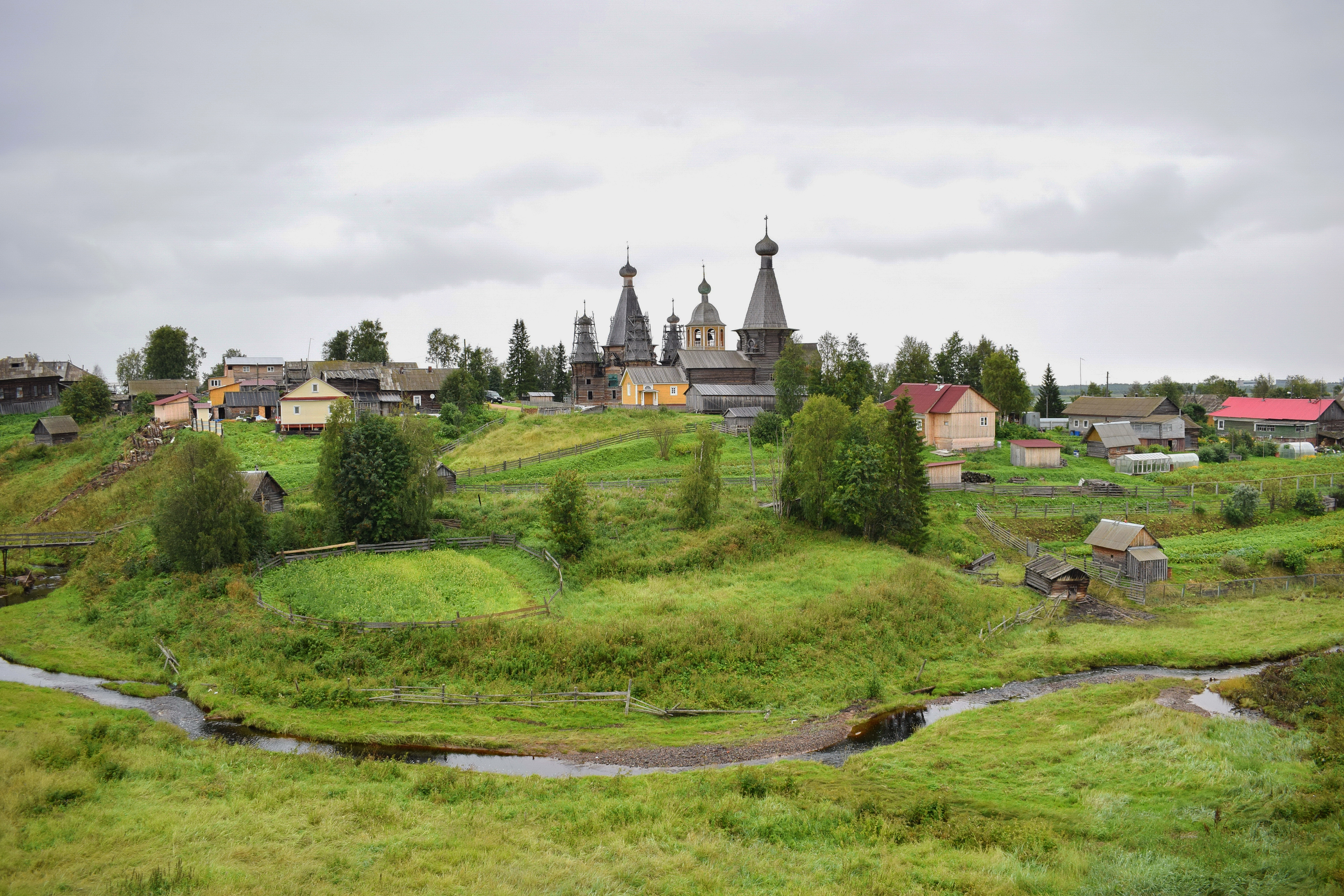
Blick auf Njonoksa

Das pomorische Dorf Njonoksa wurde 1397 erstmals in einer Urkunde des Moskauer Großfürsten Wassili Dmitrijewitsch erwähnt.
Im Jahr 1553 landete der englische Seefahrer Richard Chancellor beim Versuch der Erschließung einer Nordostpassage für die englische Handelsflotte westlich des Nikolo-Korelski-Klosters nahe Njonoksa. Im Folgenden entwickelten sich rege Handelsbeziehungen zwischen dem Königreich England und dem Zarentum Russland, in deren Zuge 1584 die Stadt Archangelsk errichtet wurde.
Njonoksa war bis ins 19. Jahrhundert eines der größten Zentren des Salzsiedens und besaß um 1890 mehr als 1200 Einwohner. Durch die Förderung von Salz aus großen Salzvorkommen im Ural wurde die Produktion unrentabel, sodass die Salzproduktion im 20. Jahrhundert eingestellt wurde.
Am 8. August 2019 kam es nahe dem Ort zum Nuklearunfall von Njonoksa, bei dem mehrere Personen starben oder schwer verletzt wurden.

## Raketenstartplatz
Etwa zwei Kilometer nördlich von Njonoksa, östlich der Siedlung Sopka, befindet sich ein Truppenübungsplatz zum Test von U-Boot-gestützten ballistischen Raketen für Atom-U-Boote. Seit den 1960er Jahren wurden hier unter anderem Prototypen der Raketen R-29 und R-39 getestet. Aus Gründen der Geheimhaltung wurde als Lage des Truppenübungsplatzes offiziell lange Zeit die ukrainische Stadt Feodossija in der Oblast Krim angegeben.
Wie auch Sewerodwinsk liegt Njonoksa, auf Grund seiner militärischen Bedeutung, in einem Gebiet mit Zugangsbeschränkung, das von ausländischen Personen ohne Sondergenehmigung nicht betreten werden darf. Weiterhin ist es auch russischen Staatsbürgern nur mit einem Sonderausweis möglich, nach Njonoksa zu reisen.

## Wirtschaft und Infrastruktur
In Njonoksa befindet sich mit der 1724 erbauten Troizki-Kirche (Троицкая церковь) die einzige hölzerne Kirche Russlands mit fünf Zeltdächern. Daneben gibt es zwei Sakralbauten, die 1763 erbaute Nikolski-Kirche (Никольская церковь) sowie ein 1834 errichteten Glockenturm.
Nach Njonoksa führt keine ganzjährig befahrbare Straßenverbindung. Die wichtigste Transport- und Verkehrsanbindung besteht über die 65 km lange Eisenbahnlinie Issakogorga – Sewerodwinsk – Njonoksa, die im Besitz der russischen Nordeisenbahn ist. Wichtigster Arbeitgeber ist der Truppenübungsplatz.